# Amédée Jean Mollard
Pour les articles homonymes, voir Mollard.
Amédée Jean Mollard est un officier général de l'Armée de terre française, né le 19 mars 1879 et mort le 9 février 1964. Au cours d'une carrière de plus de 40 années, il s'est illustré au cours des campagnes du Maroc (1908), de deux Guerres mondiales et par sa participation active à la résistance française.

## Biographie

### Jeunesse
Né à Elbeuf en Seine-Maritime, il est le fils du général de division Henri Mollard (1850-1933), lui-même Saint-cyrien de la promotion de Suez (1868-1870). Le général Henri Mollard, Commandeur de la Légion d’honneur, sera notamment chef de corps du 102e régiment d’infanterie (1900-1905) et commandant de la 5e division d’infanterie. 

### Début de carrière

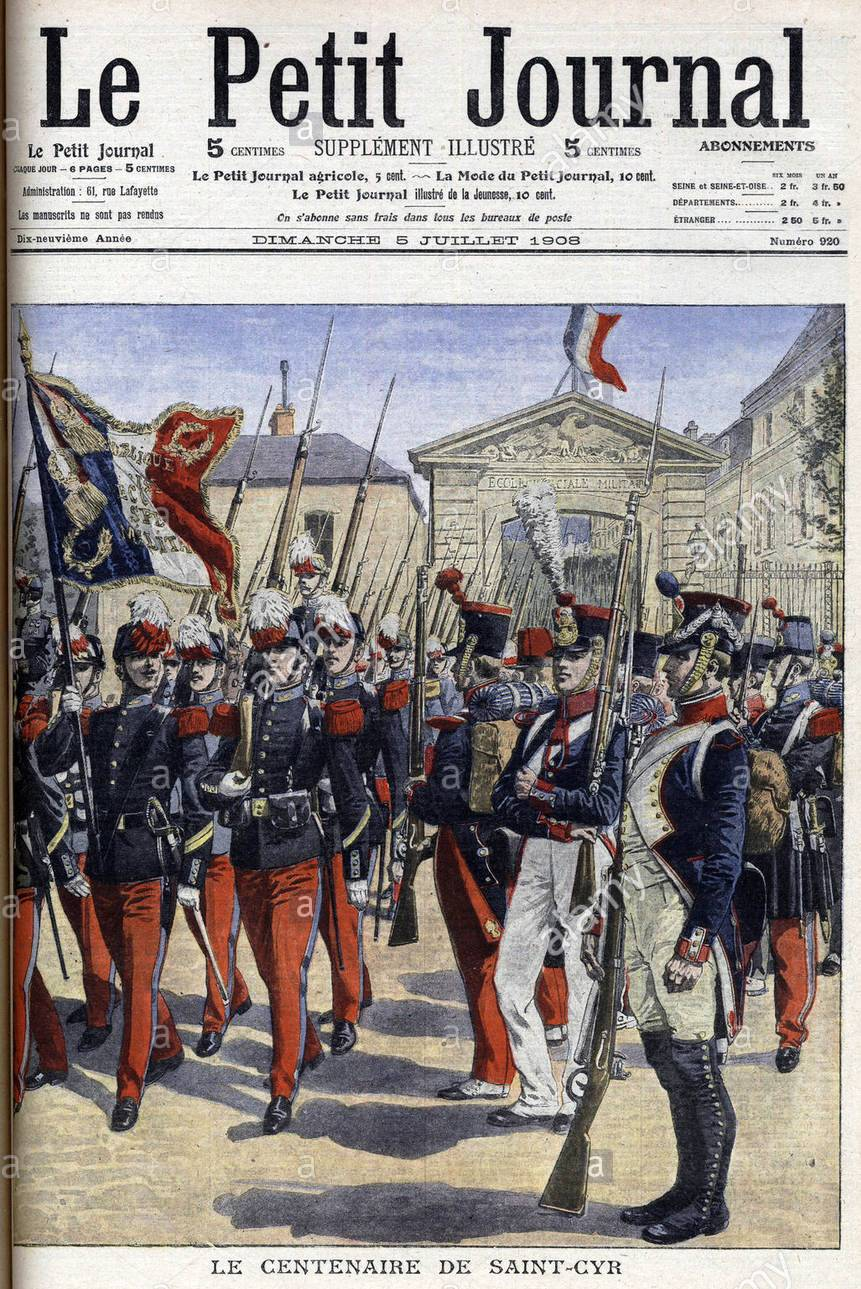
Centenaire de Saint-Cyr - juillet 1908

Il entre à l'École spéciale militaire de Saint-Cyr en 1897, au sein de la 82e promotion "de Bourbaki", du nom du général Charles-Denis Bourbaki. Cette promotion compte 575 officiers (571 français et 4 étrangers). Au sein de sa promotion, 50 officiers deviendront généraux (pour l'Armée de terre : 2 généraux d'armée, 4 généraux de corps d'armée, 14 généraux de division, 20 généraux de brigade ; 6 intendants généraux ; 4 généraux de l'Armée de l'air.
Témoin de la violence de son époque et de l'esprit de sacrifice de ses membres, cette promotion comptera 198 morts au champ d'honneur : 
- un au cours de l’expédition de Chine ;
- deux au cours d’opérations de pacification à Madagascar ;
- un en Algérie ;
- deux au cours d’opérations de rétablissement de l’ordre au Maroc, à différentes époques ;
- trois au cours d’opérations de pacification en Afrique noire (Guinée et Sénégal) ;
- cent quatre-vingt pendant la Guerre 1914-1918 ou des suites de leurs blessures ;
- deux au Cameroun allemand ;
- un en Cilicie ;
- deux en Syrie ;
- un au Tonkin (1934) ;
- trois pendant la guerre 1939-1945.

À sa sortie de l'École Spéciale militaire, il choisit de servir dans l'infanterie, arme dans laquelle se déroulera la plus grande partie de sa carrière.

### L'engagement dans les campagnes coloniales (1899-1914)
La première partie de sa carrière est marquée par un engagement dans les colonies. Il est ainsi déployé en campagne au Tonkin, en Algérie, au Maroc et au Sahara, de manière quasiment interrompue pendant 7 années :
- Algérie (1er novembre 1902-9 octobre 1903) ;
- Tonkin (9 septembre 1903–3 septembre 1906) ;
- Algérie (19 juillet 1907–20 février 1908) ;
- Algérie (29 mars 1908–17 avril 1908) ;
- Sahara (18 avril 1908–16 juin 1908) ;
- Algérie (17 juin 1908–14 juillet 1908) ;
- Maroc (15 juillet 1908–8 novembre 1908) ;
- Algérie (9 novembre 1908–14 décembre 1908) ;
- Maroc (15 décembre 1908–22 mai 1909).

Les combats du Sahara (mai 1908)

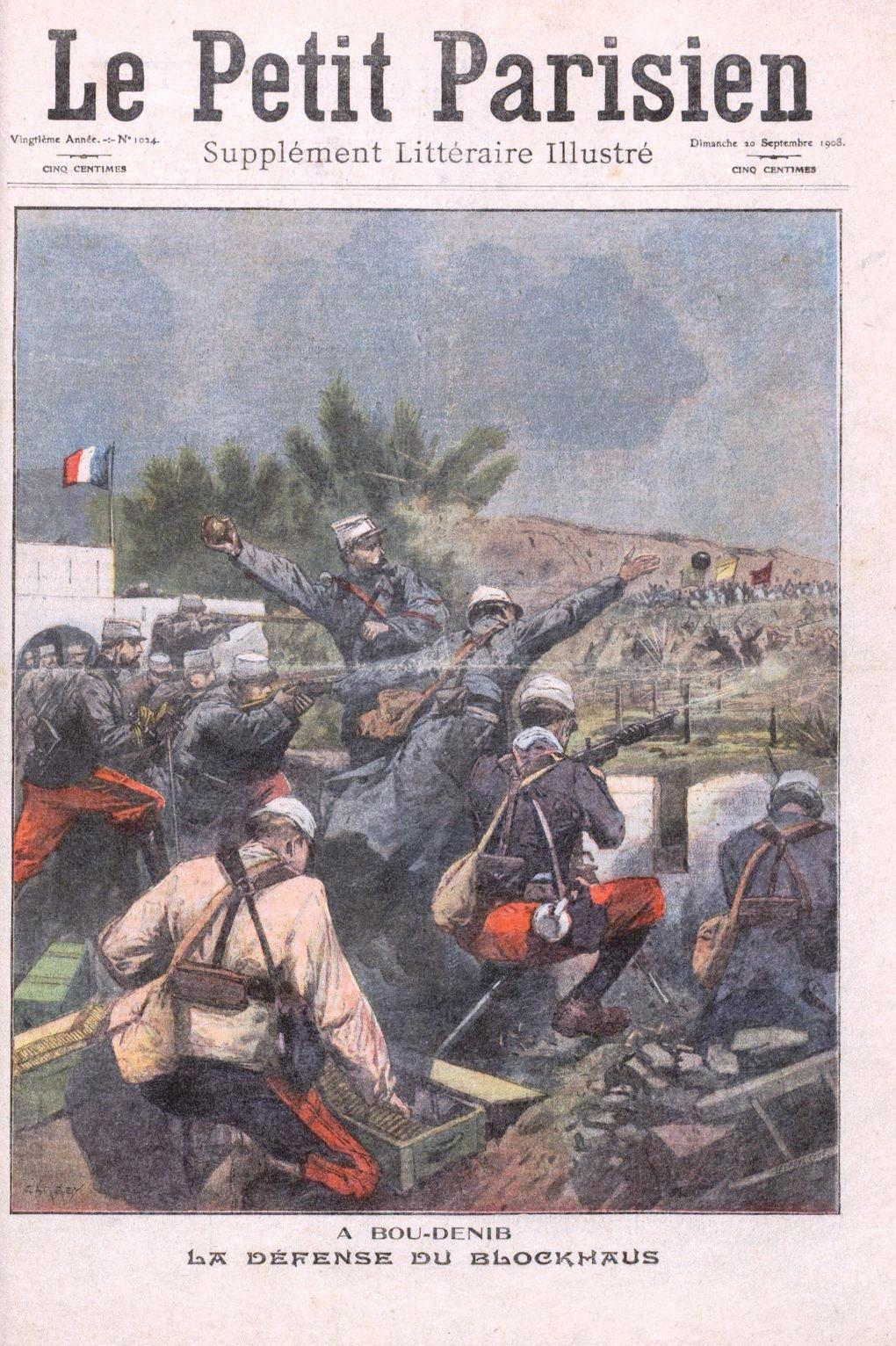
Les combats de Bou-Denib (illustration du Petit Parisien - 20 septembre 1908)

Pendant cette période, il sert au sein de la 24e compagnie montée du 1er régiment Etranger. Il s'illustre notamment lors des combats de Béni-Ouzien et de Bou-Dénib (13 et 14 mai 1908). Son action lui vaut d'être cité à l'ordre de la colonne du Haut-Guir le 31 mai 1908.
Retour en France (fin avril 1909)
Après ces années en campagne outre-mer, il est affecté au 26e Bataillon de Chasseurs à pied (stationné à Pont-à-Mousson) puis au 31e régiment d'Infanterie, stationné en Ile-de-France. Durant cette période, son action pendant les inondations de 1910 lui vaut d'être félicité par le ministre de l'Intérieur, président du Conseil.
Scolarité à l'École Supérieure de Guerre (ESG)
Le capitaine Mollard réussit le concours de l'École supérieure de Guerre et intègre la 38e promotion. Parmi les 374 officiers ayant concouru, 85 avaient été admis, dont 64 fantassins. Le 2 août 1914, la guerre éclate et surprend sa promotion avant la fin de sa deuxième année de scolarité. L'école est alors fermée et les officiers stagiaires affectés en unité opérationnelle. Ils ne seront brevetés qu'ultérieurement, par loi du 21 mars 1916.

### La Première Guerre mondiale
Il est engagé dans de multiples unités pendant l'ensemble de la guerre :
- 2 août 1914 : État-major de la 113e brigade d'infanterie ;
- 20 juillet 1915 : État-major de la 126e division d'Infanterie ;
- 5 octobre 1916 : 412e régiment d'infanterie ;
- 18 décembre 1916 : chef d'état-major de la 47e division d'Infanterie, avec laquelle il est déployé sur le front des Vosges (col de Sainte-Marie) à l'hiver 1916-1917, puis en Italie (novembre 1917 - mai 1918).

Au sein de ces unités, il participe à des multiples combats, en France ou en Italie, notamment :
- dans l'Est à Mulhouse (19/08/1914), à Ammertzwiller (décembre 1914, janvier puis juillet 1915) ;
- dans le secteur de Verdun à La butte du Menil[12] (16/06/1916), sur la fameuse Cote 304 (mai et juin 1916) et à Verdun (15/12/1916) ;
- sur le front italien pour la prise du Monte Tomba (30/12/1917) : après le rétablissement de l'armée italienne sur la Piave après la grave défaite de Caporetto (24/10 au 9/11/1917), l'armée française a joué un rôle majeur pour repousser les Austro-Hongrois dans la région du Monte Grappa et surtout sur ses contreforts orientaux. Cette victoire a permis de stabiliser le front qui menaçait d'être définitivement enfoncé jusqu'à l'offensive victorieuse de juin 1918.

L'ensemble de ses actions lui vaudront d'être cité à 5 reprises pendant la durée du conflit, manifestant "de remarquables qualités d'activité, de jugement et de décision, d'un dévouement absolu de bravoure sans ostentation".

### Entre deux guerres
À l'issue de la guerre, le chef de bataillon Mollard est affecté en mars 1919 au 2e bureau de l'État-major des armées. Pendant cette période, il co-traduit un livre intitulé Souvenirs de guerre du Kronprinz paru en 1923 aux éditions Payot, où il relate la Première Guerre mondiale.

### La Seconde Guerre mondiale
Commandant supérieur de la défense de la Corse du 14 juin 1938 au 20 août 1940, il est un farouche défenseur de la souveraineté française sur son territoire. Dans le contexte de tensions avec l'Italie fasciste qui réclame le rattachement de la Corse à l'Italie, il fait construire une série d'ouvrages fortifiés, la « ligne Mollard », afin de verrouiller le réduit de Bonifacio des éventuelles attaques venant du sud. Il considère la signature de l'armistice comme une trahison et envisage alors d'établir des contacts avec le consulat de la Grande-Bretagne pour organiser la résistance. Cela lui vaut d'être dénoncé aux autorités de Vichy et à l'État-major du général Weygand par Horace de Carbuccia, fondateur de l'hebdomadaire "Gringoire" journal pamphlétaire, ouvertement pétainiste, antisémite et opposé à la résistance. À l'issue d'une enquête de commandement dont le rapport est sans taches, il est néanmoins placé une première fois en deuxième section de l'État-major général de l'armée le 20 août 1940, conformément à la loi du 2 août 1940. Il est en fait écarté par les autorités de Vichy. Il se retire alors à Bastia où il résidera dès lors, jusqu'à son entrée en clandestinité.
Il est en contact dès le mois de septembre 1940 avec Paul Giacobbi, sénateur maire de Venaco (Corse), l’un des quatre-vingts élus ayant voté contre l’attribution des pleins pouvoirs au maréchal Pétain. Le général Mollard rejoint alors la résistance et prend progressivement la direction du réseau Franc-Tireur en Corse. 
En novembre 1942, il tente de s'opposer à l'arrivée des forces italiennes qui s’emparent de Bastia sans coup férir et veut soulever le 173e bataillon d'infanterie. Néanmoins devant le déséquilibre des forces, l’option de la lutte clandestine prévaudra. 
En janvier 1943 Fred Scamaroni revient en corse dans le cadre de la mission Sea Urchin organisée conjointement par la section F du SOE et la section gaulliste RF, afin d'unifier le mouvement de la résistance en Corse, et d'organiser des forces de guérilla susceptibles de neutraliser les camps d'aviation de l'Axe en Corse dans le cas d'un débarquement allié en Sardaigne. Le général Mollard rencontre alors Fred Scamaroni à plusieurs reprises et se rallie au général de Gaulle. 
Prévenu de l’arrestation de Fred Scamaroni par l’OVRA le 17 mars 1943, le général Mollard quitte la Corse clandestinement le 19 mars à bord du Cap Corse assurant l’une des dernières liaisons entre la Corse et le continent, puis demeure dans la clandestinité jusqu’à l’été 1943.
Une première tentative d’évasion, en dérobant l’avion officiel du Maréchal Pétain à Toulouse se terminera par un embourbement en bout de piste, et une cavalcade éperdue de l’équipage. Puis le 16 août 1943, le général et neuf autres résistants, dont son fils André Mollard, qui avait fui le service du travail obligatoire, embarquent à bord d'un petit avion bimoteur, le SO.90 basé à l'aéroport de Cannes - Mandelieu et piloté par Maurice Hurel, afin d'échapper à la Gestapo. Cet avion n'a jamais été testé en vol, et c'est justement un incident technique qui évite à l'avion de se faire abattre par la DCA alliée à son arrivée en Algérie. En effet, après le décollage le train d'atterrissage a refusé de se rétracter, ce qui donne l'indication à l'officier de liaison français et aux britanniques que l'avion cherche à atterrir et non à attaquer. Cette traversée de la Méditerranée se finira à Philippeville (Skikda) en Algérie. Un monument commémore cet épisode à l'entrée de l'aéroport de Cannes.
Le 1er septembre 1943, le général Mollard est nommé gouverneur militaire de Corse. Il rejoint la Corse avec les premiers éléments militaires français à bord du contre-torpilleur Le Fantasque dans la nuit du 13 au 14 septembre 1943. Il participe à libération de la Corse où sa connaissance de l’île constitue un réel avantage pour les forces de libération.
Ses actions pendant l'ensemble de la guerre et plus particulièrement son rôle dans la libération de la Corse lui valent d'être de nouveau cité à l'ordre de l'Armée.

### Fin de carrière
Il est replacé en deuxième section de l'État-major général des armées le 1er novembre 1945.
De personnalité discrète, ce général a  peu fait parler de lui et reste relativement peu connu aujourd'hui.

## Décorations

### Décorations françaises
Grand officier de l'ordre national de la Légion d'honneur (Chevalier le 13 juillet 1915, officier le 16 juin 1920, commandeur le 29 juin 1939, Grand-officier le 24 février 1945).
Croix de guerre 1914 – 1918 (5 citations dont une à l'ordre de l'armée, 2 à l'ordre du Corps d'armée et 2 à l'ordre de la division)
 Croix de guerre 1939-1945 avec palme (3 janvier 1944).
 Il est nommé officier des palmes académiques par arrêté du 9 février 1907.
 Médaille coloniale (devenue médaille outre-mer) agrafe Algérie,
 Médaille commémorative du Maroc.
 Médaille interalliée de la victoire
Il est cité le 31 mai 1908 à l'ordre de la colonne du Guir pour son action lors des combats de Bou Denib et de Beni Ouzien (Maroc).
 Il est nommé chevalier de l’ordre de l'Étoile d'Anjouan par décision ministérielle du 18 octobre 1906.

### Décorations étrangères
Compagnon du Distinguished service order.
 Chevalier de l'ordre de Léopold 1er.
 Chevalier de l’ordre des Saints-Maurice-et-Lazare.
http://museedesetoiles.fr/piece/general-division-mollard/